# 主癸
主癸（？—约前1675年），子姓，名主癸。主壬之子。主壬死后，主癸繼位。他是商汤的父亲，甲骨文作示癸。

## 妻
妣甲，甲骨文作“示癸配妣甲”，一说即扶都。